# Laís Bodanzky
Laís Bodanzky (Sao Paulo, 23 de septiembre de 1969) es una directora de cine y de teatro brasileña, especialmente conocida por la película Bicho de Siete Cabezas (2001), su ópera prima, englobada en el marco de cine de denuncia social. 

## Trayectoria
Hija del cineasta Jorge Bodanzky, en un principio, Laís quería ser actriz. Estudió en el Centro de Investigación Teatral de Antunes Filho. Fue entonces, al estudiar actuación cuando se dio cuenta de que lo que a ella le interesaba era la concepción del espectáculo. Posteriormente estudió en la universidad FAAP donde conoció a Caio y Fabiano Gullane y donde comenzó el proyecto de cine itinerante. «Lo más importante de estudiar el cine es encontrar a tus pares. Trabajar con los mejores del mercado no siempre es una señal de éxito. Para mí, lo que siempre funcionó bien fue trabajar con personas del mismo nivel que el mío, personas talentosas que crecen juntas y donde pueda haber diálogo sobre los procesos», explica Bodanzky.
En 1997 fundó junto al que fuera su pareja Luiz Bolognesi la productora Buriti Filmes desde la que coproduce su obra.
Su primer trabajo documental fue realizado en 1999, Cine Mambembe, El Cine Descubre el Brasil y poco después, en el 2000 estrenó su primer largometraje, Bicho de siete cabezas. Participó en la Selección Oficial de Toronto y fue ganador de la Mejor Película en Biarritz, entre otros 46 premios nacionales e internacionales. 
Su segundo largometraje fue Chega de Saudade, una coproducción con el canal ARTE de Francia). Lai dirigió uno de los episodios de la película Invisible World para la Mostra Internacional de São Paulo, proyecto que contó con nombres como Wim Wenders, Manoel de Oliveira, Atom Egoyan, entre otros.
En 2012 dirigió como documentalista un trabajo sobre las mujeres olímpicas brasileñas en los Juegos Olímpicos formando parte del proyecto "Memoria del deporte olímpico brasileño" 
En 2015, dirigió dos episodios de la segunda temporada de PSI para HBO. 
El 31 de agosto de 2017 lanzó su cuarto largo, Como nuestros padres, que fue seleccionado para la Mostra Panorama Especial en el 67.º Festival de Berlín y premiado en el 19º Festival de Cine Brasileño de París y en el Festival de Gramado. Su próximo proyecto cinematográfico es el largo PEDRO - en fase de desarrollo.
En el área musical, ya realizó dos videoclips del cantante y compositor Arnaldo Antunes. (2001) y dirigió esta mujer (2002) - ganador del mejor clip del premio Multishow.
En el teatro dirigió la pieza Esa Nuestra Juventud en 2005, que fue nominada al 18º Premio Shell de Teatro de São Paulo en las categorías Mejor Actor para Gustavo Machado y Mejor Escenografía para Cássio Amarante. Y en 2011, dirigió la pieza Menecma de Bráulio Mantovani que fue nominada al 24º Premio Shell de Teatro de São Paulo, en la categoría Mejor Actor para Roney Facchini.
En 2017 estrenó Como Nossos Pais (Como nuestros padres) protagonizada por Maria Ribeiro,  Bodanzky trata de una mujer, Rosa, que solo hace cosas que la gente quiere que haga. «Esta es la primera vez en la historia que podemos hablar con sinceridad sobre este tema sin sentir culpa. Comencé a leer investigaciones y entrevistas en Internet y pensé que había potencial para una película, no sobre el movimiento de la mujer, sino sobre lo que las mujeres sienten hoy en día», explica la cineasta. La película ha sido premiada en varios festivales.

### Cine Tela Brasil
La cineasta junto a Luiz Bolognesi, inició en 2005 un proyecto itinerante de exhibición gratuita de películas en ciudades de los estados brasileños de São Paulo, Río de Janeiro y Paraná utilizando un camión. El Cine Tela Brasil consiste en una gran carpa de 13m x 15m, donde se instalan 225 sillas, equipo profesional de proyección 35mm (cinemascope), pantalla de 7m x 3m, sonido estéreo surround y aire acondicionado. Toda la estructura es montada y desmontada a cada visita, siendo transportada por un camión propio, que durante las sesiones se transforma en cabina de proyección. Las sesiones tienen una duración media de una hora y 30 minutos, siempre con la exhibición de una película brasileña de largometraje. El proyecto promueve cuatro sesiones diarias de cine.
Hasta finales de julio de 2007, el proyecto había visitado 111 ciudades, promoviendo 1.355 sesiones y abarcando un público de más de 260 mil personas.

## Vida personal
Laís Bodanzky estuvo casada con el realizador y guionista brasileño Luiz Bolognesi con quien tiene dos hijos y del que en 2017 estaba divorciada aunque mantiene la colaboración profesional.

## Filmografía

### Como directora
- Cartão Vermelho (cortometraje, 1994)
- Cine Mambembe - O Cinema Descobre o Brasil (documental, 1999)
- Bicho de siete cabezas (largometraje, 2001)
- Chega de Saudade (largometraje, 2008)
- Las mejores cosas del mundo (largometraje, 2010)
- "O Ser Transparente" em Mundo Invisível (2011)
- Como nuestros padres (largometraje, 2017)

## Premios y reconocimientos
- Premio a la mejor dirección Grande Prêmio BR de Cinema, por Bicho de Siete Cabezas.
- Premio a la mejor dirección del Festival de Brasília, por Bicho de Siete Cabezas.
- Premio a la mejor dirección del Festival do Recife, por Bicho de Siete Cabezas.
- Premio APCA 2010 de mejor dirección por As Melhores Coisas do Mundo.
- Premio a la mejor dirección en el Festival de Gramado, por Como nuestros padres.
- Premio del público en la Muestrad de Cine Latinoamericano de Cataluña por Como nuestros padres.[11]